# 山岸孝行
山岸 孝行（やまぎし たかゆき、1938年5月14日 - ）は、日本の経営者。神奈川県出身。

## 経歴・人物
1962年に北海道大学工学部鉱山工学科を卒業し、同年に日本ミネチュアベアリング(のちのミネベア)に入社。1988年12月に取締役に就任し、1992年12月に常務、1999年12月に専務を経て、2005年6月には社長に就任。2009年4月に取締役相談役に退いた。